# 長山 (康乃狄克州格羅頓)
長山（英語：Long Hill）是位於美國康乃狄克州新倫敦縣的一個人口普查指定地區。

## 地理
長山的座標為41°21′16″N 72°03′24″W / 41.35444°N 72.05667°W，而該地最高點為海拔高度24米（即79英尺）。

## 人口
根據2010年美國人口普查的數據，長山的面積為4.16平方千米，當中陸地面積為3.90平方千米，而水域面積為0.26平方千米。當地共有人口4205人，而人口密度為每平方千米1,010人。